# N18 (Togo)
Die N18 ist eine Fernstraße in Togo, die in Niamtougou an der Ausfahrt der N1 beginnt und in Tchikawa endet. Sie ist 22 Kilometer lang.

## N18a
Die N18a zweigt in Pya von der N1 ab und verbindet, lückenhaft, die N1 mit der N20. Die N18a wird zweimal in ihrem unterbrochen, einmal davon durch einen Fluss. Sie ist nicht durchgehend befahrbar.

## N18b
Die N18b beginnt an der Kreuzung mit der N18 und N18a und endet in Djoréro an der Zufahrt zu der N20. Sie ist 12,4 Kilometer lang.